# Fregadora
|  | Per a altres significats, vegeu «Mànec de fregar». |

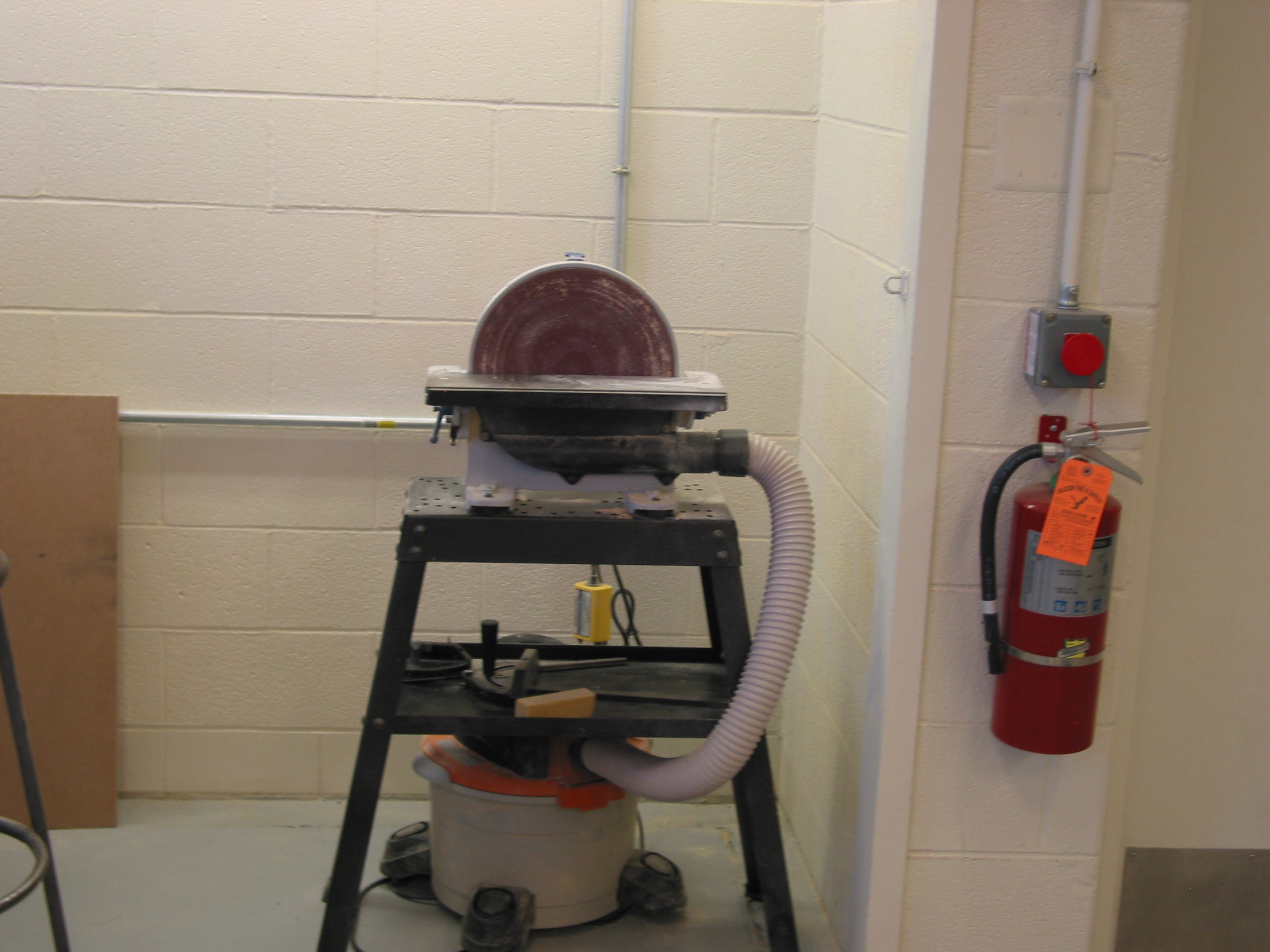
Fregadora estacionària de tambor

Una fregadora, polidora, màquina de polir o en alguerés levigadora és una màquina que moguda per un motor elèctric s'utilitza per a desbastar o afinar, emprant paper de vidre, les superfícies dels materials (o treure la pintura vella...), com a acabat final o com a tractament previ a un altre procés: pintada, envernissament, laminatge, etc.

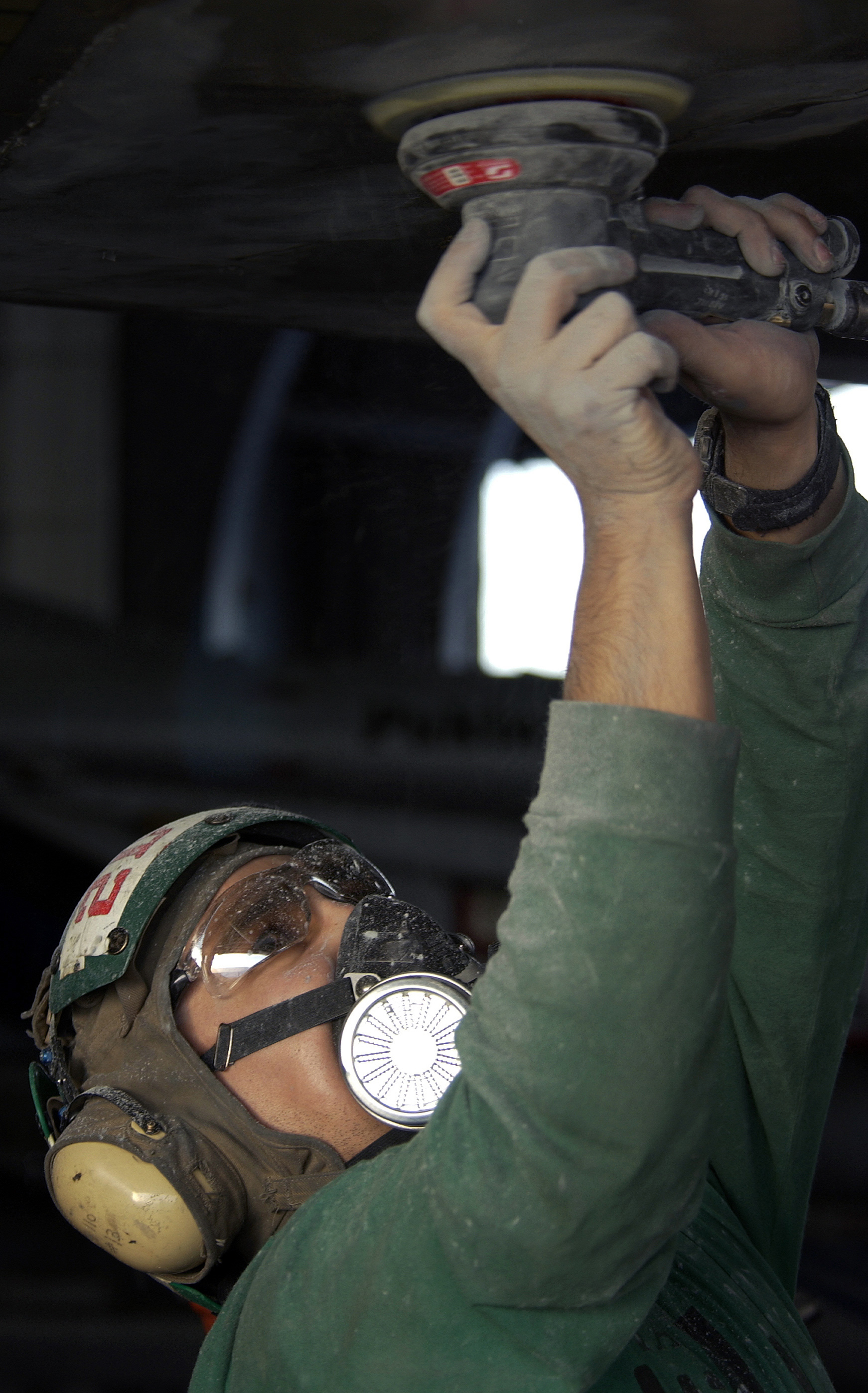
Fregadora portàtil de disc

El desbastament de fusta produeix una gran quantitat de serradures en pols, per això moltes fregadores estan equipades amb algun tipus de sistema recol·lector de pols (tal com es pot veure a la primera imatge). Hi ha diversos tipus de Fregadores:
- Fregadores estacionàries
  - Fregadora de disc
  - Fregadora de tambor
  - Fregadora de banda

- Fregadores portàtils
  - Fregadora de disc
  - Fregadora orbital
  - Fregadora triangular
  - Fregadora de banda